# CAB39L
CAB39L‏ (Calcium binding protein 39 like) هوَ بروتين يُشَفر بواسطة جين CAB39L في الإنسان.